# إسرائيل غيلفاند
إسرائيل غيلفاند (الروسية: Изра́иль Моисе́евич Гельфа́нд) هو عالم رياضيات سوفيتي.